# 失控溫室效應
失控溫室效應（英語：Runaway Greenhouse Effect）是指行星表面溫度和大氣不透明度之间存在净正回饋，从而增强溫室效應直到行星上的海洋完全蒸發的过程；比如金星歷史早期就发生过这样的效应。此現象很容易令人聯想到地球近代因人類活動產生的全球暖化，但其和失控溫室效應在程度上仍有非常大的差距，政府間氣候變化專門委員會即指出，類似金星的失控溫室效應的现象在地球上几乎不可能因人为因素的诱导而发生。
其它大規模的氣候變化，有時也很粗略的被稱為失控溫室，然而這並不是一種適當的描述。例如，它曾經被假設， 二疊紀-三疊紀滅絕事件或古新世－始新世極熱事件可能是大量溫室氣體被釋放造成的。其它概念，如氣候突變（abrupt climate change）或是倾覆点（tipping point），可以用来描述这些情景。
在漫長的時間尺度上，太陽在大約50億年後膨脹成為一顆紅巨星，造成亮度增加的過程，可以拼湊出地球生命逐步邁向盡頭的潛在可能。

## 歷史
這個術語是加州理工學院的科學家安德魯·英格索爾在一篇描述研究金星大氣模型的論文中提出的。起初，在金星大氣中的水蒸氣吸收和釋出輻射，造成星球的溫度上升和水蒸氣的增加。在大氣中的高濃度水蒸氣讓光解得以發生，使得較輕的氫氣逃逸到太空中，而氧氣與表面的岩石反應。這種模型得到金星的氘/氫比是地球的150倍。

## 回饋
因為並不會都有足夠的增益，所以正回饋不一定會導致一系列的連鎖反應。總是存在很強的負回饋（根據史蒂芬-波茲曼定律，行星的輻射以溫度四次方的比率增強），所以正回饋的效應必須很強，才能造成失控效應（參見增益）。來自溫室氣體升高的溫度導致水蒸氣（本身就是溫室氣體）的增加，造成進一步提升度的正回饋，但在地球上並未造成失控的結果。正回饋的效應很常見（例如冰反照率回饋），但失控效應並不需要排除它們的存在。

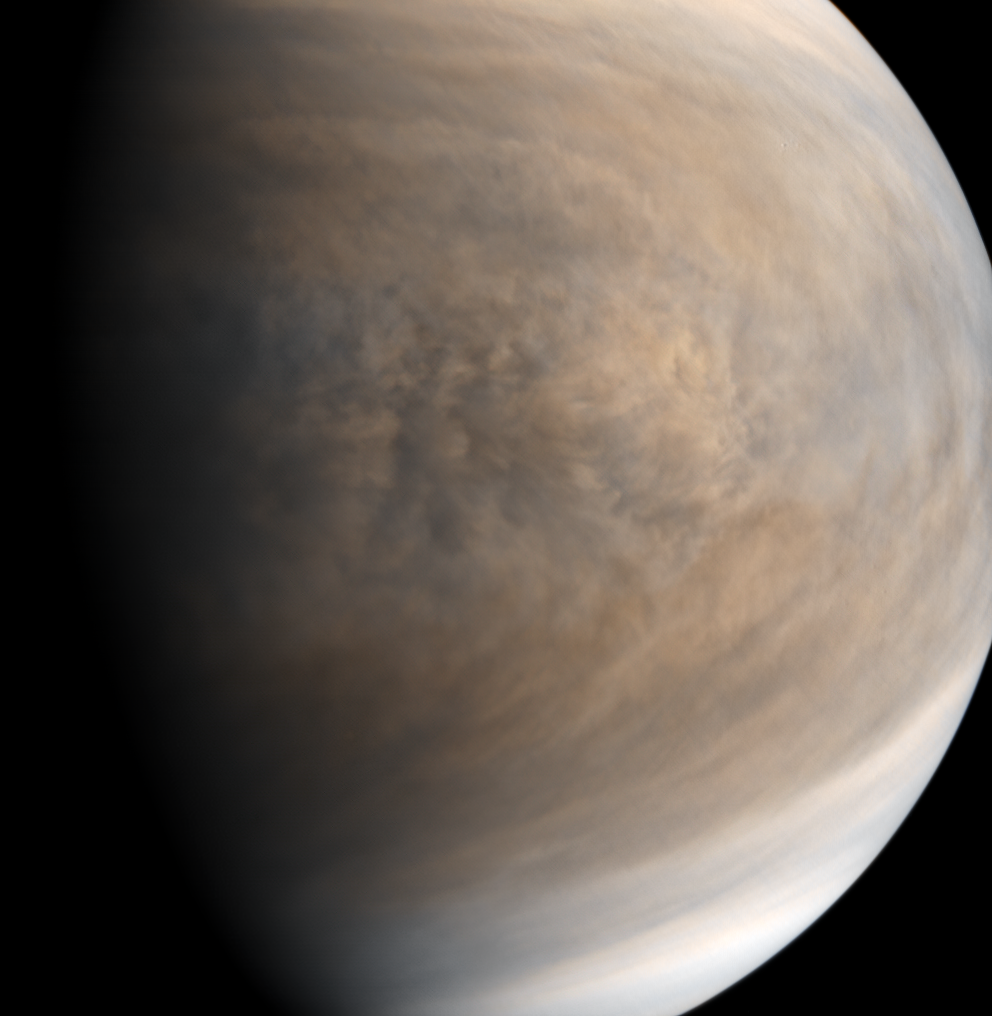
金星的海洋可能在失控溫室效應下沸騰。

## 金星
金星可能發生過由二氧化碳和水蒸汽導致的失控溫室效應。在這種情況下，早期的金星可能有一個海洋。當早期的太陽亮度增加時，金星大氣層中的水氣數量增加，大氣的溫度提高，並因此增加海洋的蒸發，最終導致海洋沸騰，所有的水都被蒸發進入大氣層內。今天，在大氣層內還有少量的水蒸氣。  如果水蒸氣曾一度使金星變得溫暖，這些水想必已逃逸進入太空。一些證據來自金星大氣層中極高的氘/氕比率，大約是地球的150倍，因為輕的氕比較重的同位素氘更容易逃逸進太空。金星被太陽充分的加熱，使得水蒸氣可以上升得很高，在大氣層的上端被紫外線光解成氫和氧。氫能夠逃逸至太空中，而氧則會重新結合。二氧化碳是目前金星大氣中最主要的溫室氣體，歸功於極高的濃度，使碳的循環相較於地球相當的微弱（這需要液態水）。火山噴發出來的二氧化碳，在地球的地質的時間尺度下，有效的被板塊構造的隱沒作用回收。

## 地球
在歷史上，地球的氣候在暖期和冰河時期之間反覆振盪。當前的氣候在增加大氣中水氣的正回饋上是遠低於讓海水沸騰所需要的。氣候學家約翰·霍頓寫到：在地球上的條件不可能發生像金星那樣的失控溫室效應。然而，另一位氣候學家詹姆士·韓森不同意這種觀點。他在《环境风暴》（原題：Storms of My Grandchildren）一書中說：燃燒的煤炭和礦物的頁岩油將引發地球的失控溫室效應。在2003年的氣候模型中，重新評估水蒸氣的影響，顯示詹姆士·韓森的結果是有可能的，但是需要從燃燒的石油、煤和天然氣釋放出十倍於在地殼中的二氧化碳。此外，Benton和Twitchet對失控溫室效應有不同的定義；而古新世－始新世极热事件和大滅絕事件均符合這個定義。

### 遙遠的未來
大多數科學家認為，隨著年齡的增長，太陽會逐漸變得更大與更熱，在長期內不可能避免溫室效應的影響，而這可能會終結地球上所有的生命。當太陽在10億年後亮度增加10%的時候，地球表面的溫度到達47 °C（117 °F），會造成地球的溫度急速上升，直到成為像現在金星一樣的溫室行星。這將是消滅地球上所有生命最戲劇化的唯一步驟。
依據天文生物學家彼得·沃德和唐納生·布朗李在它們的書《生命和地球的死亡》（最主要的討論在本書的第八章），當前的海洋流失率是每10億年1公尺，但這個速率也會隨著太陽逐漸溫暖而逐漸加快，也許平均每100萬年就會增加1公尺。沃德和布朗李預測未來的暖化回饋會有兩種變化：水蒸氣主導對流層並在平流層累積的潮濕溫室；和水蒸氣構成大氣層的主導成分，地球開始快速變暖的失控溫室，可以使地球表面的溫度超過900 °C（1,650 °F），當大氣層完全被水蒸氣覆蓋時，會造成表面完全溶解，並殺死所有的生物，但這也許要耗費30億年的時間。無論哪種形式，無可避免的是海洋將會消失，地球將變成一個巨大的沙漠，唯一剩下的水是散落在極地附近與幾個像是海底的巨大鹽屋蒸發池，很像現今智利的阿塔卡馬沙漠，最後的生命可能在那兒持續數十億年。諷刺的是，在前一種情況耗損的海洋實際上將保存最後的生命，而不是徹底催毀生命。然而，水是一種活動機制的潤滑劑，水的流失會使地殼太乾與太硬而無法隱沒，因而造成碳循環完全停止；由於海洋的損耗導致板塊活動的停止，複雜的生命，像植物與動物將早已滅絕。

## 失控溫室的物理過程
通常，當行星平衡的輻射受到擾動時（例如，陽光的總量增加時，會獲得或改變溫室的濃度，請參閱輻射強迫），它會過渡到新的溫度，直到一個穩定的回饋，稱為史蒂芬-波茲曼回應，恢復天體吸收和發射的能量平衡。例如，地球如果接收到更多的陽光，會暫時導致不平衡（收入的能量比支出多），和變暖的結果。然而，因為史蒂芬-波茲曼回應發出更高的能量，造成行星越來越熱，最終可以達到一個新的、更高的輻射平衡和溫度值。
然而，當這顆行星在經營水氣回饋，溫室效應隨著溫度的增加而增加效率，但是向外輻射的增加像一個黑體，散熱比單純的史蒂芬-波茲曼的增加緩慢。最終，紅外的吸收增加，而逃離到太空的量不再取決於表面的溫度，並且逐漸趨近於一個固定值，Kombayash-英格索蘭極限溫度。如果行星接收來自恆星（或內部的熱源）的能量值過此值，可能永遠不會實現輻射平衡。其結果是失控繼續直到水氣回饋停止，整個海洋蒸發並散逸至太空。

## 與適居帶的關聯
適居帶的概念已經被行星科學家和天文生物學家使用來定義圍繞著恆星的軌道中，行星區域（或衛星）可以讓水維持液態的區域。在這樣的定義下，從適居帶的內側（行星最靠近恆星，而水依然可以維持液態的位置）再靠近恆星，就是會造成失控溫室效應的區域。儘管回饋會受到像雲反射率的影響，而需要修改估計值，類太陽恆星的適居帶內側估計大約在地球与太陽距離的84% 。